# Szinkrotronsugárzás
A szinkrotronsugárzás elektromágneses sugárzás, amelyet a fénysebességhez közeli sebességgel mozgó (szakmai nyelven: relativisztikus) elektronok vagy pozitronok hoznak létre sebességvektoruk megváltozása során. A sebesség gyakran a mágneses tér hatására változik. A földön tipikusan szinkrotronokkal hozzák létre, de a világűrben természetes módon is létrejön, amikor gyors elektron mágneses térben mozog. A sugárzás összetevői: infravörös, látható fény, ultraibolya, röntgen.

## Felhasználása
A szinkrotron sugárzás ideális eszköz többféle kutatás és ipari alkalmazás számára, melyek között megtalálhatóak:
- Litográfia
- Abszorpció / szórás vizsgálata
- Protein krisztallográfia
- Spektroszkópia

A szinkrotron sugárzás pár tulajdonsága, amely lehetővé teszi ezeket a felhasználásokat:
- Rövid hullámhosszú fotonok melyek behatolnak az anyagba, és kölcsönhatnak az atomokkal.
- Nagy intenzitás, 106-1012-szerese a hagyományos röntgencsövekének
- A széles folytonos spektrum hangolhatóságot tesz lehetővé. (Egy hullámhossz kiszűrhető.)
- Általában lineárisan polarizált, ez biztosítja a fókuszálás pontosságát a legkisebb célpontok esetén is.
- A szinkrotronokból 1 ns-nél is rövidebb impulzusok jönnek ki, kb. 20 ns-onként ezáltal gyors folyamatok is vizsgálhatóak.

## Fordítás
- Ez a szócikk részben vagy egészben  a   Synchrotron radiation című angol Wikipédia-szócikk fordításán alapul.  Az eredeti cikk szerkesztőit annak laptörténete sorolja fel. Ez a jelzés csupán a megfogalmazás eredetét és a szerzői jogokat jelzi, nem szolgál a cikkben szereplő információk forrásmegjelöléseként.

## Külső hivatkozások
- A Magyar Szinkrotron Bizottság honlapja